# نمایشگاه کتاب اکوشی

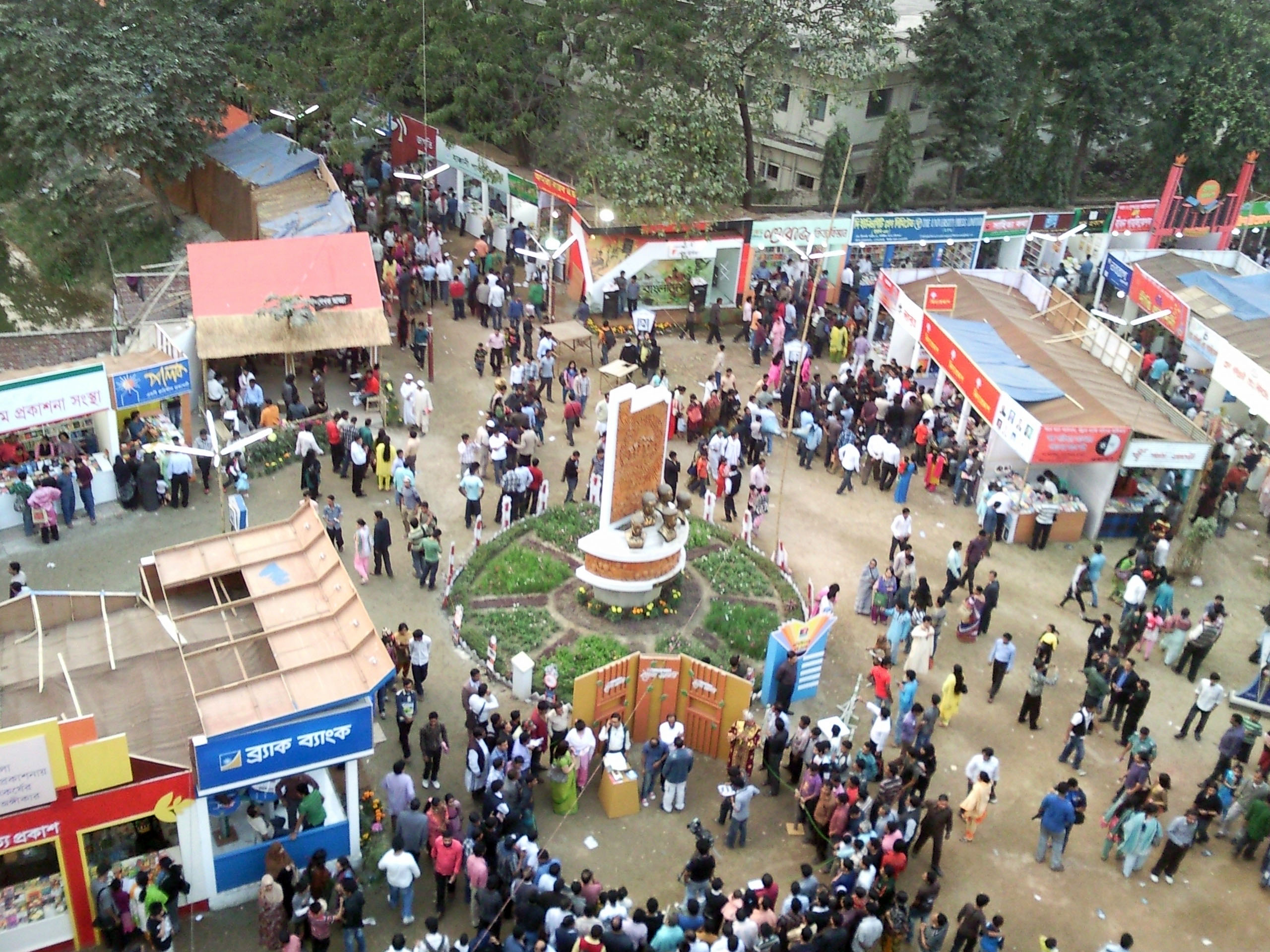
نمایشگاه در سال ۲۰۱۱

نمایشگاه کتاب اکوشی یا اَمَر اِکوشی گرنتا مِلا (بنگالی: অমর একুশে গ্রন্থ মেলা الگو:IPA-bn), یک رویداد بازدید و فروش کتاب و نمایشگاهی بزرگ و رسمی در بنگلادش است. این رویداد سالانه توسط آکادمی بنگلا در ماه فوریهٔ هر سال ترتیب داده می‌شود. این نمایشگاه به یاد شهدای جنبش زبان بنگالی که در ۲۱ فوریه ۱۹۵۲ توسط ارتش مملکت پاکستان کشته شدند، برگزار می‌گردد.